# Ophthalmolabus wittei
Ophthalmolabus wittei es una especie de coleóptero de la familia Attelabidae.

## Distribución geográfica
Habita en Uganda y República Democrática del Congo.